# Jean-Pierre Françoise
Jean-Pierre Françoise est un mathématicien français, né en 1953 à Grenoble, spécialiste des équations différentielles et des systèmes dynamiques. Il est professeur émérite à l'université Sorbonne Université et membre du laboratoire Jacques-Louis Lions.

## Biographie
Jean-Pierre Françoise fait ses études à l'université de Grenoble-Alpes et obtient l'agrégation de mathématiques en 1975. Il soutient sa thèse de doctorat d'État à l'institut Joseph Fourier en 1980 sur les formes normales de champs de vecteurs et de difféomorphismes symplectiques. 
De 1977 à 1990 Jean-Pierre Françoise est attaché de recherche puis chargé de recherche au CNRS. Il est nommé professeur à l'université Pierre-et-Marie-Curie en 1990. En 2018, il devient professeur émérite à Sorbonne Université.
De 1980 à 1981, il est coopérant scientifique à l'IMPA à Rio de Janeiro, puis il est chercheur invité à l'IHES à Bures-sur-Yvette de 1982 à 1983.
En 1984, il est chercheur invité à l'université de Berkeley et en 1987, professeur associé à l'université d'Arizona à Tucson.
En 2016-2017, il est professeur associé à l'université Jiao Tong de Shanghai.

## Travaux
Ses premiers travaux sur les formes normales sont souvent cités pour un modèle local simultané de fonctions et de formes volumes qui permet de calculer des invariants symplectiques liés aux systèmes intégrables,. Il travaille par la suite sur la théorie des bifurcations et découvre une méthode pour calculer les bifurcations d'ordre supérieur des orbites périodiques des champs polynomiaux,,. 
Sa méthode apporte un éclairage nouveau sur le 16ème problème de Hilbert, en développant des méthodes algébriques et analytiques pour étudier les bifurcations de co-dimension infinie qui donnent naissance aux cycles limites.  
Avec ses travaux sur les solutions de l'hydrodynamique (Peakons de l'équation de Camassa-Holm) et sur les systèmes Hamiltoniens complètement intégrables, il a contribué à la Physique Mathématique. 
Ses travaux théoriques sont appliqués dans l'étude de modèles pour les oscillations en biologie, en particulier dans les neurosciences et les dynamiques de population.

## Édition et ouvrages
Jean-Pierre Françoise est l'auteur d'une centaine d'articles de recherches.

### Ouvrages édités
- Bifurcations of Planar Vector Fields : J.-P. Françoise, R. Roussarie (Eds.) - Proceeding of the meeting held in Luminy (France), Lecture Notes in Mathematics no 1455, Springer (1990).
- Encyclopedia of Mathematical Physics : Jean-Pierre Françoise, Gregory Naber, Sheung Tsun Tsou - Academic Press an Inprint of Elsevier 2006.
- From Biological and Clinical Experiments to Mathematical Models : Jacques Demongeot, Jean-Pierre Françoise, David Nerini - Philosophical Transactions of the Royal Society A. 367 (2009), no 1908.

### Monographies
- Géométrie analytique et système dynamique : Jean-Pierre Françoise - Presses Universitaires de France (Paris) 1995.
- Oscillations en biologie : Analyse qualitative et modèles : Jean-Pierre Françoise - Springer 46 (2005) Mathématiques et applications.

### Livre de cours
Géométrie différentielle avec 80 figures : Catherine Doss-Bachelet, Jean-Pierre Françoise, Claude Piquet - Ellipses 2011. Mathématique 2e cycle. 

### Essai scientifique
Dialectique dans les sciences et systèmes dynamiques : Evariste Sanchez-Palencia et Jean-Pierre Françoise - Le temps des Cerises (2023).

## Distinctions
- Prix du Fay de l'académie des sciences de Paris en 1989.
- Chevalier de l'ordre des palmes académiques.

## Liens Externes
Notice d'autorité Fichier d'autorité international virtuel Bibliothèque Nationale de France (données) International Standard Name Identifier
Système universitaire de documentation Bibliothèque du Congrès